# ユージーン・ポドクレトノフ
ユージーン・ポドクレトノフ (英: Eugene Podkletnov、露: Евгений Подклетнов, Yevgeny Podkletnov、1955年 - ) は、ロシアのセラミック技術者。1990年代にセラミック超伝導体からなる回転ディスクによる重力遮断装置の設計と実証に関する主張で知られる。

## 経歴・学歴
ポドクレノフはモスクワのメンデレーエフ化学技術大学を卒業した。その後、ロシア科学アカデミーの高温研究所で15年間過ごし、フィンランドのタンペレ工科大学で材料科学の博士号を取得した。卒業後、1997年に退学するまで、大学の材料科学部で超伝導研究を続けた。その後、モスクワに戻り、エンジニア職に就いたことが報告されている。1997年にタンペレを離れて以来、ポドクレトノフは公的な接触や出演を避けている。彼が後にタングラスに戻り、タングラス工業株式会社（Tamglass Engineering Oy）で超伝導体の研究を行っているという報告もある。

## 重力遮蔽
ポドクレトノフが1996年の電話インタビューで、WIRED記者のチャールズ・プラット（Charles Platt）にした説明によると、回転する超電導ディスクを用いた実験は1992年に行われた。
「誰かが研究室でパイプを吸っていた時、その煙が超伝導体ディスクの上で柱となって立ち上がりました。そこで、ボール型の磁石を天秤ばかりに載せて、（錘と釣り合わせた状態で、磁石の側が）ディスクの上に来るように設置してみたところ、天秤は奇妙な振る舞いをしたのです。非磁性のシリコンに取り換えてみても、やはり天秤はとても奇妙に振る舞いました。どんな物体でも超伝導体の上に持っていくといくらか重量を失い、ディスクを回転させれば、さらにその効果は増すことを我々は発見しました」。

### 論争
1992年、ポドクレノフが発表した見かけの重力変化の効果に関する最初の査読付き論文はほとんど注目されなかった。1996年には、彼はより長い論文をJournal of Physics Dに投稿し、その中でより大きい効果（1992年の論文の0.3％ではなく2％の重量減少）を観察したと主張した。プラットによれば、編集スタッフのメンバーであるイアン・サンプル（Ian Sample）は、提出された論文の内容をイギリスの新聞、サンデーテレグラフ（The Sunday Telegraph）の科学特派員であるロバート・マシューズ（Robert Matthews）に漏洩していた、ということであった。
1996年9月1日、マシューズの見解は公表され、「フィンランドの科学者たちは世界初の反重力装置の詳細を明らかにしようとしている」という驚くべき声明が先行してしまうこととなった。その後に発生した大騒ぎの最中、ポドクレトノフが働いていた研究所の所長は、ポドクレトノフは完全に彼独自で研究しており研究所は関係ないという弁明を公表した。論文の共著者として挙げられていたヴオリネン（Vuorinen）は、論文の事前の関与を否定し、名前が同意なしに使用されたと主張した。ポドクレトノフ自身は、重力を遮断したと主張したことがなく、その影響を軽減しただけだと不満を述べた。
ポドクレトノフは、当初受理されていた2番目の論文を撤回した。取り下げられた論文の中で証拠なく申し立てられていた主張がもたらした大騒ぎの結果が、彼が研究室から退学し大学からの雇用が終了することとなった主な理由であると言われている。

### 検証の試み
1997年、チャールズ・プラットとの電話インタビューの中で、ポドクレトノフは彼の重力遮蔽実験はトロントとシェフィールドの大学の研究者によって再現されたと主張したものの、誰もこれを認めようとしなかった。シェフィールドにおける実験は、存在するかもしれない異常な影響を観察することを目的としたもので、関連するチームには十分な大きさのディスクを製造する設備と元のディスクを回転させる手段を模倣する技術に欠けていたために、部分的な追試としてだけ意図されていたことが知られている。ポドクレトノフは、問題の研究者が「彼らが主流の科学コミュニティによって批判されないように」静かにしていたと反論した。ポドクレトノフは2000年にシェフィールドチームを訪問したと言われており、ポドクレトノフ効果を達成するために必要な条件や、彼らが遂行できなかた条件について助言を行った。
BBCのニュース記事において、ボーイングの研究者がGRASP（Gravity Research for Advanced Space Propulsion）と呼ばれる回転する超伝導体に基づく重力遮蔽装置を試作しようとするプロジェクトに資金を提供していたということがまことしやかに主張された。しかし、その後のPopular Mechanics誌の記事においては、ボーイング社は会社の資金をGRASPへの資金提供したことは否定したものの、極秘プロジェクトについてコメントできないと認めた。 GRASPの提案はボーイングに提出されたものの、ボーイングはそれに資金を提供しないことを選択したと言われている。
2002年7月、ジェーン・ディフェンス・ウィークリーのニック・クックによる記事は、ボーイングの内部プロジェクトGRASPについて報告し、ポドクレトノフの主張の妥当性を評価した。ジェーン・ディフェンス・ウィークリーによる説明会では、「重力変更が現実のものとなると、航空宇宙ビジネス全体が変わる」と述べられた。ブリーフィングにおいて、ボーイング、同様にBAEシステムズとロッキード・マーティンは直接ポドクレトノフに接近しようとしたということと「ポドクレトノフは強力な反軍事的手段であり、オープンな開発の「白い世界」で研究が行われた場合にのみ支援を提供するつもり」であると述べられたということである。